# Karpathos-Kasos
Der Regionalbezirk Karpathos-Kasos (griechisch Περιφερειακή Ενότητα Καρπάθου-Κάσου Periferiakí Enótita Karpáthou-Kásou) ist einer von 13 Regionalbezirken der griechischen Region Südliche Ägäis. Er wurde anlässlich der Verwaltungsreform 2010 als Regionalbezirk Karpathos aus drei Inselgemeinden der ehemaligen Präfektur Dodekanes gebildet und 2018 umbenannt. Er entspricht exakt dem Gebiet der ehemaligen Provinz Karpathos, die bis 1997 bestand. Proportional zu seinen 7790 Einwohnern entsendet das Gebiet einen Abgeordneten in den Regionalrat, hat aber keine weitere politische Bedeutung als Gebietskörperschaft. Es gliedert sich heute in die beiden Inselgemeinden Karpathos und Kasos.